# Настроение

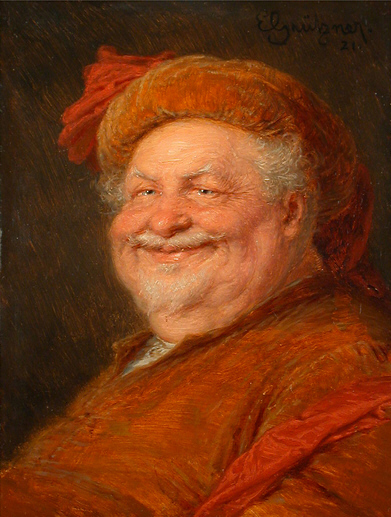
Улыбка — знак хорошего настроения.

Настрое́ние — достаточно продолжительный эмоциональный процесс невысокой интенсивности, образующий эмоциональный фон для протекающих психических процессов.
Настроения принято отличать от аффектов, чувств и эмоций. По эмоциональному тону оно может быть ровным (эйтимическим), пониженным (гипотимическим), повышенным (гипертимическим), тревожным и другим. Настроение также может выступать в качестве чётко идентифицируемых состояний: скука, тревога, страх, грусть, тоска, или же увлечённость, восторг, радость и прочее. Настроение может также означать:
- эмоциональное состояние, которое вызывает какой-либо объект или явление (например, картина или мелодия). В таком случае говорят о настроении этого объекта (настроении картины, настроении мелодии).
- систему ожиданий и стремлений, установок, желаний кого-либо (социальной группы как политического ресурса, человека как рабочей единицы и тому подобного). Синонимом этого значения является слово «настрой».

## Смысл и границы термина
Под настроением понимают эмоциональный процесс, выражающий отношение человека к его жизненной ситуации в целом. Обычно настроение отличается устойчивостью и продолжительностью во времени, а также невысокой интенсивностью. В противном случае это может быть симптомом расстройства настроения.
Специалисты проводят различие между понятием «настроение» и понятиями «чувство», «аффект», «эмоция» и «переживание»:
- В отличие от чувств, настроения не имеют объектной привязки: они возникают не по отношению к кому или чему-либо, а по отношению к жизненной ситуации в целом. В связи с этим настроения, в отличие от чувств, не могут быть амбивалентными[3].
- В отличие от аффектов, настроения могут практически не иметь внешних проявлений, значительно продолжительнее по времени и слабее по силе[3].
- В отличие от эмоций, настроения продолжительны во времени и обладают меньшей интенсивностью[1].
- Под переживаниями же обычно понимают исключительно субъективно-психическую сторону эмоциональных процессов, не включая физиологические составляющие.

## Факторы, влияющие на настроение

### Недостаток сна
Сон имеет сложную, хоть и не до конца выясненную связь с настроением. Чаще всего при недостатке сна человек становится сильно раздражённым, злым, склонным к стрессам и менее энергичным. «Исследования показали, что даже частичное лишение сна заметно сказывается на настроении. Исследователи Пенсильванского университета обнаружили, что испытуемые, которые спали по 4,5 часа каждую ночь в течение недели, чувствовали себя более напряжёнными, злыми, грустными и умственно истощенными. Когда испытуемые возобновили нормальный сон, они сообщили о резком улучшении настроения». В целом, у людей, ориентированных на вечернее время, наблюдается пониженный уровень энергии, а также повышенная напряжённость по сравнению с людьми, ориентированными на утреннее время.
Однако в ряде случаев лишение сна может, как это ни парадоксально, привести к прибавлению энергии и бодрости, а также улучшению настроения. Этот эффект наиболее выражен у людей с вечерним типом поведения, так называемых «сов», и у людей, страдающих депрессией. По этой причине иногда депривация сна используется в качестве лечения большого депрессивного расстройства.

### Питание
Традиционные модели питания, характеризующиеся наличием овощей, фруктов, мяса, рыбы и цельнозерновых продуктов, в отличие от западной модели питания, характеризующейся переработанными продуктами, рафинированным зерном, сахаросодержащими продуктами и пивом, связываются с более низкой вероятностью развития большого депрессивного расстройства или дистимии (расстройства настроения) и тревожных расстройств у женщин. Обнаружено, что красное мясо защищает от аффективных и тревожных расстройств. Наличие фруктов и овощей в рационе связывается с хорошим настроением независимо от демографических факторов и образа жизни. Исследования показывают, что потребление алкоголя и энергетических напитков связывается с изменениями настроения.

### Выражение лица
Исследования показали, что добровольное выражение эмоций на лице, например, улыбки, может производить на организм эффекты, сходные с теми, которые возникают в результате фактически ощущаемых эмоций, например, в случае улыбки — счастья. Пол Экман и его коллеги изучали выражение эмоций на лицах и провели связь между конкретными эмоциями и движением определённых лицевых мышц. Каждая базовая эмоция ассоциируется с особым выражением лица. Сенсорная обратная связь от выражения эмоции на лице способствует возникновению эмоционального чувства. Например, улыбайтесь, если хотите почувствовать себя счастливыми. Выражение эмоций на лице оказывает большое влияние на самоощущение, например, гнева или счастья, которые в свою очередь влияют на ваше настроение. Экман обнаружил, что выражение этих эмоций универсально и они являются узнаваемы в самых разных культурах.

## Особенности
Настроение определяет общий тонус жизни человека. Оно зависит от тех влияний, которые затрагивают личностные стороны субъекта, его основные ценности. Не всегда причина того или иного настроения осознается, но она всегда есть. Затягивающееся плохое настроение может привести к депрессии.
Наличие в настроении (как и в любой эмоции) физиологического компонента делает его подверженным влиянию чисто физиологических процессов в организме. Одним из наиболее известных примеров такого влияния является предменструальный синдром.
Настроение оказывает влияние на оценку людей и событий, а также на предположение и оценку возможных результатов деятельности. Так, человек в «плохом» настроении склонен оценивать риски чаще, чем в «хорошем».
По мнению Владимира Леви, «настроение, освобожденное от зависимостей, само делается хорошим: если не радостным, то ровным; если не приподнятым, то спокойным».